# 世界大學小姐
世界大學小姐（World Miss University）是自1986年以来每年在大韩民国首爾特別市举行的国际选美比赛，平均每年约有70名選手參賽。自2019年以来世界大學小姐就處於停辦狀態。